# Цимцба, Рауф Асланович
Рауф Асланович Цимцба (абх. Рауф Аслан-иҧа Цымцба; род. 23 ноября 1956, Гагра, Абхазская ССР) — член Правительства Республики Абхазия; с 4 апреля 2011 по 1 ноября 2016 года — министр по налогам и сборам Абхазии; имеет чин «Советника налоговой службы I класса».

## Биография
Родился 23 ноября 1956 года в г. Гагра Абхазской АССР.
В 1975 году был призван на службу в ряды ВМФ в г. Феодосия.
В 1979 году поступил на отделение «Правоведение» историко-юридического факультета Абхазского государственного университета им. A.M. Горького, который окончил 1984 году.
С 1984 по 1989 годы работал юристом в Абхазсовете по туризму и экскурсиям (в городе Сухум).
С 1989 по 1990 годы трудился инструктором отдела административных и финансовых органов Гагрского райкома партии.
С января по март 1990 года работал в прокуратуре г. Гагра на должности следователя.
С марта 1990 по 1992 годы трудился на должности начальника Государственной налоговой инспекции по г. Гагра.
С 1994 по 2006 годы — начальник налоговой инспекции по Гагрскому району.
С 2006 по 2011 годы исполнял должность начальника Управления налогообложения юридических лиц министерства по налогам и сборам Республики Абхазия.
В 2009 году присвоен классный чин «Советник налоговой службы I класса».
4 апреля 2011 года указом президента Абхазии назначен на должность министра по налогам и сборам. 11 октября 2011 года при формировании нового кабинета министров, указом президента утверждён в должности министра по налогам и сборам.

## Семья
Женат, имеет двоих детей.